# Liceo classico statale Vittorio Alfieri
Il liceo classico statale Vittorio Alfieri, intitolato al famoso letterato e poeta Vittorio Alfieri, è un liceo classico della città di Torino.

## Storia
Il liceo nacque nel 1901 come sede succursale del liceo classico "Massimo D'Azeglio". Nel 1904 divenne istituto autonomo con la denominazione di "Regio Ginnasio Liceo Vittorio Alfieri"; la sua sede era in via Giacosa. Il primo direttore fu Eugenio Garisio, cultore di discipline classiche.
Nel 1968 la sede venne trasferita in corso Dante 80, dove si trova tuttora e dove sorgeva in precedenza la storica sede della Società Ippica Torinese costruita da Carlo Mollino e demolita nel 1960.
Rispetto agli altri licei classici torinesi è stato generalmente considerato una scuola più "conservatrice", e fu coinvolto solo in modo relativamente marginale dalle proteste studentesche degli anni Sessanta e Settanta.
Sono transitati come docenti e studenti alcuni dei personaggi più importanti della scena politica e culturale italiana. Tra gli insegnanti si ricordano in particolare Riccardo Chicco, Pietro Chiodi, Massimo Lenchantin de Gubernatis, Piero Martinetti, Walter Maturi, Luciano Perelli, Fernanda Pivano. Tra gli studenti si citano Fausto Amodei, Piero Angela, Alessandro Baricco, Mike Bongiorno, Giovanna Cattaneo Incisa, Alessandra Comazzi, Alessandro Corbelli, Davide Dileo, Gian Luca Favetto, Diego Fusaro, Natalia Ginzburg, Furio Jesi, Maurizio Laudi, Carlo Levi, Guido Neppi Modona, Ugo Perone, Amedeo Peyron, Franco Reviglio, Attilio Romero, Fabrizio Rondolino, Cesare Segre, Domenico Siniscalco, Carlo Torre.